# Mario Agudelo
Mario Agudelo Pérez (Colombia, 30 de marzo de 1939 - Medellín, Colombia 18 de febrero de 2010) fue un futbolista colombiano que jugaba de centrocampista fue internacional con la selección de fútbol de Colombia.

## Clubes
| Club           | País     | Año         |
| -------------- | -------- | ----------- |
| Nacional       | Colombia | 1960 - 1962 |
| Medellín       | Colombia | 1962 - 1966 |
| Deportivo Cali | Colombia | 1967 - 1971 |

## Palmarés

### Campeonatos nacionales
| Título           | Club           | País     | Año  |
| ---------------- | -------------- | -------- | ---- |
| Primera División | Deportivo Cali | Colombia | 1967 |
| Primera División | Deportivo Cali | Colombia | 1969 |
| Primera División | Deportivo Cali | Colombia | 1970 |